# Action Cycling Team/2016
Deze pagina geeft een overzicht van de Action Cycling Team wielerploeg in 2016.

## Transfers
| Inkomend        | Team 2015 | Uitgaand         | Team 2016 |
| --------------- | --------- | ---------------- | --------- |
| Chien Chou Chen | Onbekend  | Chang Ying Hsieh | Onbekend  |
|                 |           | Shih Chang Huang | Onbekend  |
|                 |           | Wei Cheng Lee    | Onbekend  |
|                 |           | Ssu Han Chiang   | Onbekend  |

## Renners
| Naam             | Geboortedatum     | Nationaliteit | Ploeg 2015 |
| ---------------- | ----------------- | ------------- | ---------- |
| Chien-liang Chen | 7 november 1993   | Taiwan        |            |
| Chien Chou Chen  | 2 december 1997   | Taiwan        | Onbekend   |
| Shih Hsin Hsiao  | 3 april 1990      | Taiwan        |            |
| Hsuan Ping Hsu   | 5 juli 1996       | Taiwan        |            |
| Chin Feng Liu    | 21 september 1980 | Taiwan        |            |
| Yuan Yang Peng   | 10 mei 1993       | Taiwan        |            |
| Chi Hao Wu       | 29 december 1989  | Taiwan        |            |
| Wu Hsin Yang     | 11 mei 1993       | Taiwan        |            |

2010 · 2011 · 2012 · 2013 · 2014 · 2015 · 2016